# زارم کلایه
زارم کلایه، روستایی از توابع بخش کیاشهر شهرستان آستانه اشرفیه در استان گیلان ایران است.

## جمعیت
این روستا در دهستان کیاشهر قرار دارد و براساس سرشماری مرکز آمار ایران در سال ۱۳۸۵، جمعیت آن ۹۹ نفر (۳۱خانوار) بوده‌است.